# 赖祖烈
赖祖烈（1907年—1983年10月16日），福建永定人，中华人民共和国政治人物。

## 生平
赖祖烈生于福建省永定县湖雷乡石城坑一个贫苦农民家庭。13岁去上海、扬州当学徒、店员。1928年10月回家乡参加革命并入党。1929年5月红四军解放永定县后，任永定县苏维埃政府财政委员、创办信用合作社，发行钞票，创办了中央苏区最早的农民金融机构永定县农民银行。1930年7月参与筹建闽西工农银行，任营业科科长兼总务科科长、秘书。1932年参与筹建中華蘇維埃共和國國家銀行，任福建分行行长兼福建金库主任兼任中华商业总公司经理。参加反围剿战争，随红军长征，长征的第四天因突患恶性痢疾被迫留在了赣南（粤赣边）与陈毅、项英在一起坚持了南方三年游击战争，任赣南财经委员会副主任和赣南军区供给部长。1936年在清剿中被俘。1937年国共合作后获释返回永定县家乡。抗日战争爆发后奉命从福建永定县到八路军南京办事处，担任《新华日报》筹备处会计。上海沦陷后，押车运载物资到西安八路军办事处。旋即调任八路军武汉办事处任经理科科长，负责筹集、采购、管理、转运军饷物资。1938年底，随武办撤至重庆，任八路军重庆办事处经理科科长，兼管南方局领导下的各省地下机构及《新华日报》社等单位的经费支出。1941年初皖南事变后，随叶剑英撤退回延安，担任新成立的中央书记处特别会计科长，负责管理中共中央的特别经费，协调使用全国各地方党组织的经费，并负责筹措中共“七大”所需物资等准备工作，直接受任弼时领导；为了工作方便兼任陕甘宁边区政府贸易局副局长。1945年，兼任中央办公厅行政处副处长等职。第二次国共内战期间，1946年随叶剑英飞赴北平，任北平军调部中共方面的办公室经理组组长、行政处处长、交通处处长，负责筹措军费，为此采取办法是从北平采购黄金，搭乘美军飞机运至上海换成美元，再空运回北京兑换黄金，赚取两地间悬殊的差价利润。1947年1月马歇尔调处失败，军调部解散，赖祖烈乘飞机撤回延安。1947年3月胡宗南攻陷延安，赖祖烈奉命押送物资和中央档案文件撤职山西省临县的中共中央后方委员会驻地，任中央后委办公室主任。1948年中共中央进驻西柏坡，赖祖烈任中央工委副秘书长。中华人民共和国成立后，担任中共中央办公厅特别会计室主任兼周恩来财政秘书、政务院参事、政务院专家招待事务管理局局长等。1958年至1960年9月，汪东兴调任江西省副省长，赖祖烈任中央警卫局局长，并把警卫局机构改称为中南海管理局。。汪东兴调回北京后，赖祖烈提出自己是管财务的，对警卫业务不熟悉，还是由汪东兴当局长。1966年5月，不再担任中共中央办公厅特别会计室主任，下放江西省整整10年。1978年以后，他当选为第五届、第六届全国政协委员。